# Hugo von der Crone
Hugo von der Crone (* 4. Januar 1929 in Stadel bei Niederglatt; † 29. Juli 2008 in Zürich; heimatberechtigt in Zürich, Russikon und Basel) war ein Schweizer Jurist.
Crone studierte an der Universität Zürich Rechtswissenschaft und promovierte 1954 bei Max Guldener. Nach fast zwanzig Jahren bei der Fides-Treuhand-Vereinigung trat er 1976 als Leiter der Rechtsabteilung in die Schweizerische Kreditanstalt ein, wo er drei Jahre später zum Generaldirektor befördert wurde. Daneben war er viele Jahre Vizepräsident des Verwaltungsrates und Mitglied der Geschäftsleitung der CS Holding AG. Nachdem er sich 1994 aus der operativen Tätigkeit zurückgezogen hatte, blieb er dem Unternehmen bis 1999 als Verwaltungsrat der Schweizerischen Volksbank bzw. der Credit Suisse verbunden. Neben zahlreichen Verwaltungsratsmandaten (unter anderem Elektrizitätsgesellschaft Laufenburg, Mövenpick, Bank Leu, Telekurs oder ZFV) nahm Hugo von der Crone soziale Mandate wahr, so im Fahrdienst für Mobilitätsbehinderte (Tixi) oder in der Pestalozzi-Stiftung. Zudem war von der Crone Mitglied in der Zunft zur Schmiden, der Gilde der Bombenwerfer und Rotary International Schweiz, dessen Präsident er 1982/83 war. Crone war mit Ursula Elisabeth, geb. Gloor, verheiratet. Eines ihrer drei Kinder ist der Rechtswissenschaftler Hans Caspar von der Crone.

## Quelle
- Christian Baertschi: Von der Crone, Hugo. In: Historisches Lexikon der Schweiz.  5. Oktober 2012.
- Geistesschärfe und Witz hinter scheuer Fassade, Neue Zürcher Zeitung vom 2. August 2008, S. 23.

| Personendaten    | Personendaten                                                     |
| ---------------- | ----------------------------------------------------------------- |
| NAME             | Crone, Hugo von der                                               |
| KURZBESCHREIBUNG | Schweizer Jurist, Verwaltungsrats-Vizepräsident der Credit Suisse |
| GEBURTSDATUM     | 4. Januar 1929                                                    |
| GEBURTSORT       | Stadel bei Niederglatt                                            |
| STERBEDATUM      | 29. Juli 2008                                                     |
| STERBEORT        | Zürich                                                            |